# Crepidium balabacense
Crepidium balabacense är en orkidéart som först beskrevs av Oakes Ames, och fick sitt nu gällande namn av Dariusz Lucjan Szlachetko. Crepidium balabacense ingår i släktet Crepidium, och familjen orkidéer.
Artens utbredningsområde är Filippinerna. Inga underarter finns listade i Catalogue of Life.